# Буле де ла Мёрт, Антуан Жак Клод Жозеф
Антуан Жак Клод Жозеф Буле де ла Мёрт (фр. Antoine Jacques Claude Joseph Boulay de la Meurthe; 19 февраля 1761 — 4 февраля 1840, Париж) — французский политический деятель.

## Биография
Антуан Жак Клод Жозеф Буле де ла Мёрт родился 19 февраля 1761 года в зажиточной крестьянской семье.
Был сначала адвокатом в Нанси и Париже; принимал деятельное участие в событиях революции, являясь противником партии Директории и представителем партии умеренных. Участвовал добровольцем в войне против коалиции в 1792 году. Был председателем Совета пятисот. На этом посту Буле де ла Мёрт вёл борьбу с дворянством, требуя осуждения всего сословия. Поддержал переворот 18 брюмера, приведший к власти Наполеона Бонапарта. 
При Наполеоне состоял президентом законодательной секции Государственного совета и участвовал в работах по составлению Гражданского кодекса (Кодекс Наполеона; Code civil); в 1810 году был назначен членом тайного совета, в 1813 году — членом совета регентства.
В 1815 году (сразу после «ста дней») — был министром юстиции. Был сторонником передачи власти Наполеону II. С 1815 по 1819 год вынужден был жить в изгнании и в политике участия не принимал.
Написал несколько исследований по истории английской революции: «Essai sur les causes, qui en 1649 amenèrent en Angleterre l'établissement de la république» («Заметки о причинах, приведших Англию к установлению республики в 1649 году», Париж, 1799 — тенденциозная брошюра, в своё время наделавшая много шума), «Tableau des règnes de Charles II et de Jacques II» (Брюссель, 1818). Из других его сочинений известны: «Bourienne et ses erreurs» («Бурьенн и его ошибки», 1830), часть его опубликованных мемуаров и др.
Антуан Жак Клод Жозеф Буле де ла Мёрт умер 4 февраля 1840 года в Париже.

## Любопытные факты
- Ему принадлежит известная оценка убийства герцога Энгиенского: «Это более (хуже) чем преступление. Это ошибка» (фр. C'est pire qu'un crime, c'est une faute).